# Étienne Sansonetti
Étienne Sansonetti (født 5. december 1935 i Marseille, Frankrig, død 31. maj 2018) var en fransk fodboldspiller (angriber).
Sansonetti tilbragte hele sin karriere i hjemlandet, hvor han repræsenterede blandt andet Olympique Marseille, AS Monaco, samt Korsika-klubberne SC Bastia og AC Ajaccio.
Sansonetti blev som spiller for AC Ajaccio i sæsonen 1967-68 topscorer i Ligue 1, den bedste franske liga. Han scorede 26 mål.